# The Death of Nathan Hale
The Death of Nathan Hale è un cortometraggio muto del 1911. Il nome del regista non viene riportato nei credit del film.
È il quinto episodio di una serie dedicata alla storia degli Stati Uniti ed è conosciuto anche come United States History Series#5: The Death of Nathan Hale.

## Produzione
Il film fu prodotto dalla Edison Manufacturing Company.

## Distribuzione
Distribuito dalla General Film Company, il film - un cortometraggio in una bobina - uscì nelle sale cinematografiche statunitensi il 29 settembre 1911.